# النوايجة
النوايجة، قرية تابعة للوحدة المحلية بقرية أبو مندور التابعة لمركز دسوق بمحافظة كفر الشيخ في جمهورية مصر العربية.

## السكان
حسب إحصاءات عام 2006، بلغ عدد سكان النوايجة 10,544 نسمة، منهم 5,397 ذكر و5,147 أنثى.

## توابع القرية
لها 25 تابع من عزب وكفور ونجوع:
- العمدة
- علي عبد الخالق
- فرامون
- عتل فرامون
- عبد الحليم منصور
- السباعي خطاب
- الأفندي
- حماد
- صبحي الشيخ
- عبد الحليم محمود
- الميزانية
- السويعي
- الشيخ سليمان
- مصطفى عسل
- الندري
- الرويني
- حسن الجمال
- قزمان
- الزعويلي
- أبو سماح
- شرابي
- الزويحي
- عطا
- سلطان
- باز البحرية